# Caesar A. Rodney

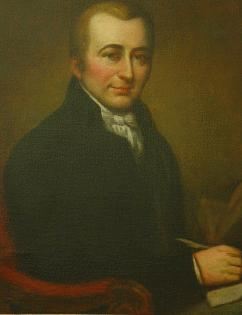
Caesar Augustus Rodney

Caesar Augustus Rodney (* 4. Januar 1772 in Dover, Delaware Colony; † 10. Juni 1824 in Buenos Aires) war ein amerikanischer Jurist, Politiker, Diplomat, Senator der Vereinigten Staaten und United States Attorney General.

## Familie, Studium und berufliche Laufbahn
Sein Vater Thomas Rodney war nicht nur Delegierter zum Kontinentalkongress, sondern auch mehrere Jahre Oberster Richter von Mississippi. Caesar Augustus Rodney, der nach seinem Onkel Caesar Rodney, einem der Unterzeichner der Unabhängigkeitserklärung, benannt wurde, absolvierte ebenfalls zunächst ein allgemein bildendes Studium an der University of Pennsylvania, welches er 1789 mit einem Bachelor of Arts (B.A.) abschloss. Das anschließende Studium der Rechtswissenschaften in Philadelphia schloss er 1793 mit der Zulassung zum Anwalt ab. Danach war er als Rechtsanwalt in Wilmington und New Castle tätig.
Während des Britisch-Amerikanischen Krieges von 1812 diente er als Captain im 1. Artillerieregiment von Delaware an der Grenze zu Kanada und bei der Verteidigung von Baltimore im Jahr 1814.

## Politische Laufbahn

### Abgeordneter in Delaware und Washington
Rodney begann seine politische Laufbahn 1797 mit der Wahl zum Abgeordneten des Repräsentantenhauses von Delaware, dem er bis 1802 angehörte. In dieser Zeit wurde er zu einem Anhänger von Thomas Jefferson und einem der Führer der Demokratisch-Republikanischen Partei.
Angespornt durch sein Vorbild Jefferson entschloss er sich 1802 zu einer Kandidatur für das Repräsentantenhaus gegen den bisherigen Kongressabgeordneten und späteren US-Senator James A. Bayard Sr., den er bei der Wahl mit einer Mehrheit von nur 15 Stimmen schlug. Als Vertreter des Kongresswahldistrikts von Delaware gehörte er dem Repräsentantenhaus vom 4. März 1803 bis zum 3. März 1805 und zu dieser Zeit dem Committee on Ways and Means an. Als Abgeordneter erwarb er sich auch einen guten Ruf als Manager von Amtsenthebungsverfahren gegen die Richter John Pickering und Samuel Chase.
Bei der folgenden Kongresswahl von 1804 wurde er jedoch von Bayard mit einer deutlichen Mehrheit geschlagen. Trotz ihrer gegenseitigen parteipolitischen Präferenzen blieben Bayard und Rodney zeitlebens gute Freunde. Vom 3. Januar 1815 bis zum 6. Januar 1818 war er zunächst Mitglied des Senats von Delaware. Vom 4. März 1821 bis zum 22. Januar 1822 war er erneut Abgeordneter für Delaware im US-Repräsentantenhaus.

### Attorney General unter Präsident Jefferson und Senator
Am 20. Januar 1807 berief ihn Präsident Jefferson als Justizminister (Attorney General) in sein Kabinett. In diesem Amt wurde er auch von Jeffersons Nachfolger James Madison übernommen. Als Attorney General war er 1807 Mitvertreter der Anklage im Prozess wegen Hochverrat gegen den früheren Vizepräsidenten Aaron Burr.
Aus Enttäuschung darüber, dass er bei einer Nominierung zum Richter am Obersten Gerichtshof der Vereinigten Staaten übergangen wurde, trat er am 5. Dezember 1811 als Justizminister zurück.
Am 4. März 1821 erfolgte seine Vereidigung zum US-Senator. Als solcher gehörte er bis zum 29. Januar 1823 dem Kongress an. Rodney war damit der einzige demokratisch-republikanische Senator im damals von den Föderalisten dominierten Delaware.

### Diplomatische Missionen
1817 wurde Rodney von Präsident James Monroe zum Vorsitzenden einer Sonderkommission ernannt. Diese hatte die Aufgabe zu untersuchen, ob die neu gegründeten Staaten in Südamerika von den Vereinigten Staaten anerkannt werden können. Rodney war ein starker Befürworter dieser Anerkennungen und veröffentlichte 1819 seine Untersuchungsergebnisse zusammen mit dem Diplomaten und ehemaligen amtierenden Außenminister John Graham in den Reports On The Present State Of The United Provinces Of South America. Dieser Report war letztlich auch eine der Grundlagen für die 1823 dem Kongress vorgelegte Monroe-Doktrin. Die darin enthaltene Forderung an die europäischen Mächte, die nunmehr unabhängigen Staaten Lateinamerikas nicht zu rekolonialisieren, führte zur Verkürzung der Doktrin unter dem Schlagwort „Amerika den Amerikanern“.
Die Tätigkeit als Kommissionsvorsitzender war auch der Grund für seine Ernennung zum bevollmächtigten Gesandten in den Vereinigten Provinzen des Río de la Plata (Argentinien) am 29. Januar 1823. Dieses Amt übte er bis zu seinem Tod am 10. Juni 1824 in Buenos Aires aus.